# Dina (consola de videojuegos)
La Dina, también conocida en Taiwán como Chuang Zao Zhe 50, es una consola de videojuegos fabricada originalmente por Bit Corporation, que luego se vendió en los Estados Unidos por Telegames como Telegames Personal Arcade. Es un clon de las consolas ColecoVision y Sega SG-1000, con una ranura de cartucho para cada plataforma, y viene incluido con el juego Meteoric Shower, que se incorporó al sistema. Telegames nunca anunció su compatibilidad con el SG-1000.[cita requerida]

## Hardware
Los controles del Dina se modelan después de los D-pads famosos del Nintendo Entertainment System. Los cables que conectan el sistema están conectados al lateral de los controladores, lo que dificulta su agarre con comodidad. Dado que los controladores son demasiado pequeños para poseer teclados numéricos, hay un solo teclado numérico presente en la consola. No se puede usar ningún juego de ColecoVision que requiera dos teclados. Una diferencia en el cableado del controlador de Dina impide el uso del Controlador de rodillo de Coleco y los Controladores de Super Acción y los juegos que dependen de uno u otro.
El Dina no incluye la interfaz del módulo de expansión ColecoVision; Los juegos de ColecoVision que se basan en módulos de expansión no se pueden usar. La consola no es compatible con todos los cartuchos de ColecoVision, en parte por su falta de un segundo teclado numérico. Los módulos de expansión para ColecoVision también son incompatibles, ya que el puerto de expansión es de forma y forma de pines completamente diferentes. Algunas unidades poseen un defecto del fabricante que hace que el sistema atraiga demasiada energía a la placa base, causando daños después de un juego prolongado.[cita requerida]
El Telegames Personal Arcade fue anunciado como una alternativa a ColecoVision, dejando la función del puerto de cartucho Sega SG-1000 sin explicación. A pesar de esto, los juegos SG-1000 son completamente funcionales. La consola no tiene un puerto para los juegos de Sega My Card, pero el periférico "Sega Card Catcher" es compatible y permite que se jueguen los juegos de Sega My Card.

## Software
El Dina vino con el juego Meteoric Shower integrado en la unidad. La pantalla de inicio de ColecoVision se reemplaza con la escritura japonesa y las palabras "1986 BIT CORPORATION" sobre un fondo verde.

## Asuntos de compatibilidad

### Incompatibilidad de hardware
- Fortune Builder (necesita 2 teclados separados en dos jugadores, modo head to head)
- Front Line (juego de Super Action Controller)
- Rocky Super Action Boxing (juego de Super Action Controller)
- Super Action Baseball (juego de Super Action Controller)
- Super Action Football (juego de Super Action Controller)
- Super Action Soccer (juego de Super Action Controller)
- Super Cobra (el segundo botón para "bombardear" no funciona)
- Turbo (Juego del módulo de conducción)
- Victory(juego del Roller Controller)
- Slither (juego del Roller Controller))

### juegos exclusivos del Teclado numérico
- Aquattack
- Blockade Runner
- Mouse Trap
- Spy Hunter
- WarGames
- War Room
- Gateway to Apshai